# Ярмолинці (станція)
Ярмолинці — вузлова проміжна залізнична станція 3-го класу Жмеринської дирекціі Південно-Західної залізниці. Розташована в однойменному селищі Хмельницького району Хмельницької області. Від станції відгалужуються лінії на Гречани, Ларгу та Гусятин.

## Пасажирське сполучення
На станції Ярмолинці щоденно зупиняються приміські поїзди сполученням Ларга — Гречани / Хмельницький та пасажирський поїзд далекого сполучення № 139/140 сполученням Київ — Кам'янець-Подільський з групою вагонів безпересадкового сполучення Ужгород — Кам'янець-Подільський (щоденно, з 14 грудня 2023 року).
Раніше курсував приміський поїзд сполученням Шепетівка — Гречани — Ярмолинці (щоп'ятниці, щосуботи та щонеділі).